# Matt Basanisi

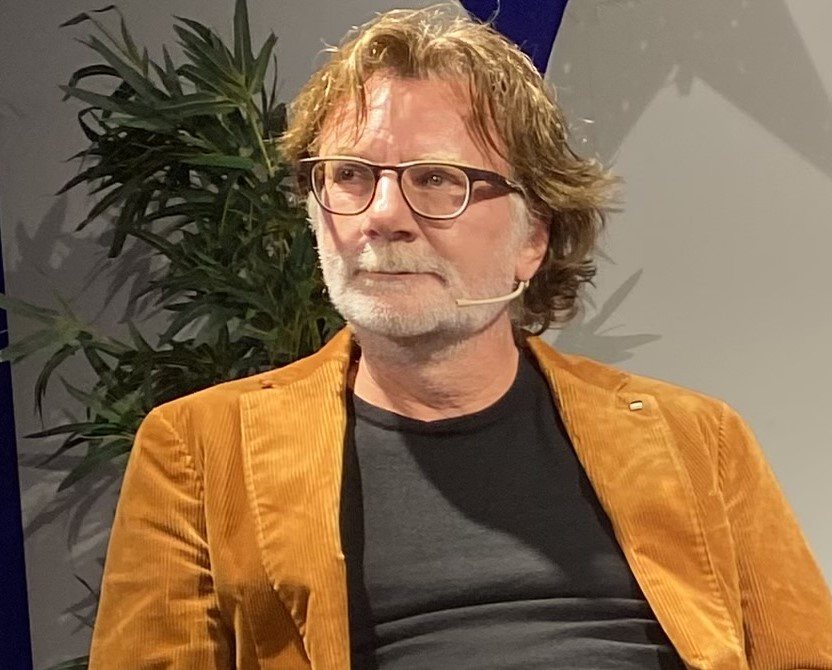
Matt Basanisi (2023)

Matthias «Matt» Basanisi (* 1966 in Romanshorn) ist ein schweizerisch-italienischer Schriftsteller und Journalist. 

## Werdegang
Basanisi wuchs als Sohn einer deutschen Mutter und eines italienischen Vaters in Kesswil am Bodensee auf. Er absolvierte 1988 die Polizeischule des Kantons Thurgau. Sein Diploma of Advanced Studies in Criminology erwarb er 2018 an der School of Criminology, International Criminal Law, Corporate Crime and Criminal Policy (SCIP) der Universität Bern. Seine Abschlussarbeit verfasste er zum Thema Rechtsetzungsverfahren und Einsatz von staatlicher Überwachungssoftware (Govware) in der Schweiz. Eine öffentliche Fassung wurde in der Online-Fachzeitschrift Jusletter publiziert.
Von 1995 bis 1999 leitete Basanisi die Geschäftsstelle der Schweizerischen Vereinigung zur Bekämpfung der Piraterie SAFE Swiss Anti-Piracy Federation in Bern, einem Ableger der MPAA.
Im Anschluss an einen Militäreinsatz mit der Schweizer Armee bei einer Special Operations-Einheit der KFOR im Kosovo zur Jahrtausendwende trat Basanisi der Abteilung Organisierte Kriminalität der neu gegründeten Schweizer Bundeskriminalpolizei als Inspektor bei, 2005 dann dem Office of Internal Oversight Services (OIOS), dem internen Ermittlungsdienst der Vereinten Nationen. Im Juli 2007 übernahm er die Funktion des Acting Chief Security Officers bei UNMIN, der United Nations Political Mission in Nepal. Von 2008 bis 2021 war er für die Sicherheitsabteilung eines israelischen Herstellers von Zugangsberechtigungssystemen tätig, einem Ableger von Cisco Systems, Inc., später umbenannt in Synamedia.
Sein im August 2023 erschienener Debütroman Skorpion aus der Thriller-Reihe um die Figur des Schweizer Bundesermittlers David Keller entstand in Zusammenarbeit mit dem deutschen Autor und Filmregisseur Gerd Schneider. Im Juli 2024 erschien der Folgeband Memento, ein Thriller beruhend auf dem Spionage- und Justizskandal der Schweizer Nuklearingenieursfamilie Tinner in Diensten sowohl des 'Vaters der pakistanischen Atombombe', A.Q. Khan, als auch der CIA. 
Basanisi ist auch als Autor und Reporter für das Magazin stern und das True-Crime-Format stern Crime tätig.

## UN-Einsatz Kongo
Als zuständiger Verfahrensleiter des OIOS-Büros der UN-Friedensmission MONUC in der Demokratischen Republik Kongo führte Basanisi 2006 die später als „Guns-For-Gold“ bekannt gewordenen Ermittlungen gegen Offiziere einer nahe der Minensiedlung Mongbwalu im Nordostkongo stationierten Blauhelm-Einheit der Pakistanischen Armee. In Komplizenschaft mit ihrerseits wegen Kidnapping und Mordes an nepalesischen und bangladeschischen UN-Soldaten gesuchten Anführern der Rebellenarmee FNI, Gen Mateso Nyinga und Col Drati Massasi, kenianischen Goldhändlern und Soldaten der regulären kongolesischen Armee FARDC wurde den pakistanischen Militärs illegaler Tauschhandel von Waffen und Informationen gegen Rohgold vorgeworfen. Beim Versuch der Durchsuchung der Mongbwalu-Militärbasis wurden die Ermittler und das Sicherheitspersonal um Basanisi von den pakistanischen UN-Truppen unter Androhung von Waffengewalt festgesetzt. Einige Tage später erwirkte die UN die Evakuierung durch Helikopter der MONUC Air Operation in die Provinzhauptstadt Bunia.
Im Mai 2007 berichtete die britische BBC erstmals öffentlich über die kontroversen Umstände der Ermittlungen, ergänzt im April 2008 durch einen ausführlichen Fernsehbeitrag. In der Episode Mission Impossible von BBC Panorama wurde der OIOS-Vorsitzenden, Assistant Secretary General Inga-Britt Ahlenius unter anderem vorgehalten, die Ermittlungsergebnisse gegen die pakistanischen Truppen auf politischen Druck hin manipuliert zu haben.  In einem Op-Ed für die New York Times vom 23. Mai 2008 bestätigte Basanisi die Darstellung der BBC, ebenfalls vorgebracht von der US-amerikanischen Menschenrechtsorganisation Human Rights Watch. Zwar wies Ahlenius auch Basanisis Vorwürfe zunächst zurück, beschuldigte zwei Jahre später UN-Generalsekretär Ban Ki-moon in ihrem durch die Washington Post publizierten, unüblich harsch verfassten End-of-assignement report allerdings selbst, nebst anderer Fehlleistungen wiederholt Kontrolle über OIOS ausgeübt, und damit die durch die UN-Generalversammlung festgelegte Unabhängigkeit von OIOS untergraben zu haben.
Nach ihrer Verhaftung 2007 hatten die der Kriegsverbrechen beschuldigten FNI-Warlords Gen Mateso Nyinga und Col Drati Massasi, genannt „Kung Fu“ bzw. „Dragon“, in einem öffentlichen Statement vom 25. Mai 2007 als auch gegenüber der BBC verlauten lassen, Waffen- und Munitionslieferungen von pakistanischen UN-Blauhelmen erhalten zu haben. Ausgesprochen kritisch wurde auch der Umstand bewertet, dass die Aussagen der Rebellenführer – im Rahmen eines lokalen Amnestieabkommens am 21. April 2020 teils auf freien Fuß gekommen – im finalen Abschlussbericht von UN-OIOS keine Erwähnung gefunden hatten, bzw. sie mutmaßlich auch nie dazu befragt worden waren.

## Publikationen
- GovWare – Legiferierung und grundrechtliche Herausforderungen. In: Jusletter Nr. 963 vom 14. Januar 2019[4]

- mit Gerd Schneider: Skorpion. Roman. Blanvalet, München 2023[24]
- mit Gerd Schneider: Memento. Roman. Blanvalet, München 2024[25]